# Hvozd

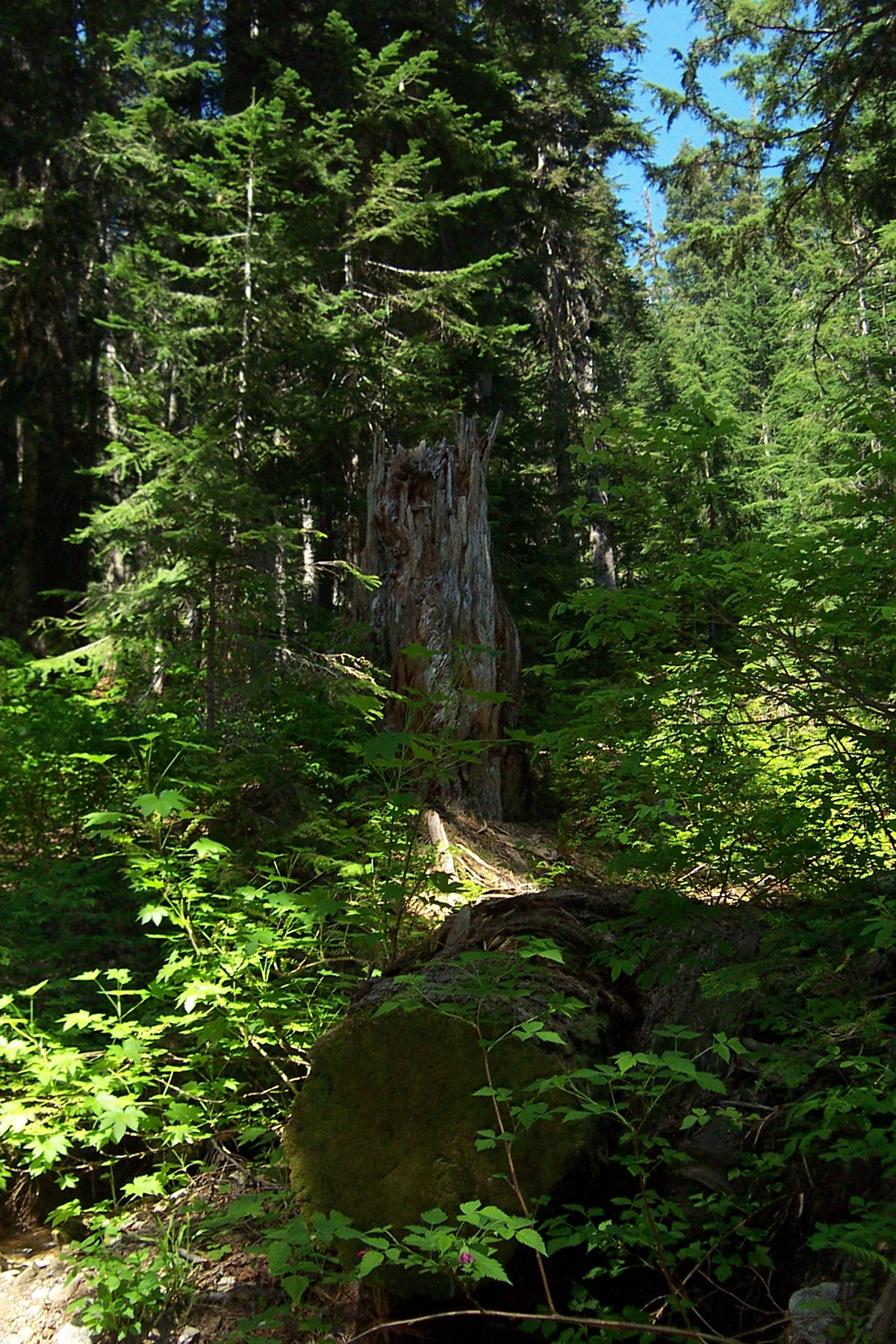
Ilustrační obrázek

Hvozd je hluboký, rozsáhlý, často pohraniční les. Slovo pochází z praslovanského gvozd, které je obměnou praevropského chvorst (chrast). Termín hvozd je blízký slovům les a hora v původním jednotném významu.
Termín hvozd není v dnešní češtině běžně používán, dochoval se především v místních názvech lesních porostů a pohoří jako např. Branžovský hvozd nebo Královský hvozd, oba na Šumavě. Hvozd nebo Hvozdec je také jméno několika českých obcí.